# Дидрогестерон
Дидрогестерон — препарат для перорального применения с избирательным прогестагенным действием на слизистую оболочку матки.
Торговые наименования: Дюфастон, Duphaston.
Производитель: Solvay Pharmaceuticals B.V., Нидерланды.
Препарат быстро усваивается после приёма внутрь и наибольшей концентрации в плазме крови достигает через 2 часа. Препарат практически не нарушает функции печени, выборочно воздействуя на эндометрий, нормализуя его состояние, не нарушает менструальную функцию, не подавляет овуляцию, увеличивает возможность зачатия и предупреждает угрозу прерывания беременности. Из организма выводится через почки.

## Состав
• активное действующее вещество: дидрогестерон;
• 1 таблетка содержит 10 мг дидрогестерона;
• прочие составляющие вещества:
• лактозы моногидрат;
• метилгидроксипропилцеллюлоза;
• кукурузный крахмал;
• краситель Opadry Y-1-1000 белый;
• коллоидная безводная двуокись кремния;
• магния стеарат.

## Фармакологические свойства
Дидрогестерон представляет собой синтетический прогестаген, эффективный при приёме внутрь, который полностью обеспечивает наступление фазы секреции в эндометрии, снижая тем самым риск гиперплазии эндометрия и/или канцерогенеза, повышенный под действием эстрогена. Препарат может быть показан в случаях дефицита эндогенного прогестерона. Однако, в отличие от прогестерона, дидрогестерон не обладает анксиолитическим, нейропротекторным, седативным, токолитическим, антиальдестероновым и другими физиологическими эффектами натурального прогестерона. Дидрогестерон не обладает эстрогенной, андрогенной, термогенной, анаболической или кортикоидной активностью.

## Показания к применению
Применение дидрогестерона показано в случаях дефицита эндогенного прогестерона, который может быть в следующих состояниях,:
1. эндометриоз;
2. бесплодие, обусловленное лютеиновой недостаточностью;
3. угрожающий или привычный аборт.
4. предменструальный синдром;
5. дисменорея;
6. нерегулярный менструальный цикл;
7. дисфункциональные маточные кровотечения.

## Противопоказания
Препарат противопоказан в следующих случаях:
1. непереносимость дидрогестерона и других компонентов препарата;
2. синдром Дабина — Джонсона;
3. синдром Ротора.

## Применение во времябеременностиилактации
Препарат может применяться во время беременности. Есть данные подтверждающие безопасность применения дидрогестерона во время беременности.

## Взаимодействие и несовместимость с другими лекарственными препаратами
Случаи несовместимости и взаимодействия с другими лекарственными средствами не известны. Индукторы микросомальных ферментов печени, такие как фенобарбитал, могут ускорять метаболизм дидрогестерона и ослаблять его действие.

## Влияние на способность к управлению автомобилем и другими механизмами
Дидрогестерон не влияет на способность к вождению автомобиля и управление машинами и механизмами.

## Передозировка
До сих пор не зарегистрировано никаких сообщений о симптомах передозировки. При значительной передозировке рекомендуется промывание желудка. Специфического антидота не существует, и лечение должно быть симптоматическим.

## Побочные действия
В редких случаях возможно возникновение прорывных кровотечений, которые можно предотвратить увеличением дозы препарата. За время клинического применения дидрогестерона не было обнаружено других побочных действий, в том числе вирилизующего эффекта.

## Форма выпуска
Таблетки для приёма внутрь.
20 таблеток по 10 мг в блистере из алюминиевой фольги и ПВХ плёнки, не покрытом или покрытом ПВДХ, упакованном в картонную пачку.

## Условия хранения
В защищённом от света месте при температуре от 0 до 30 °C.
В недоступном для детей месте.

## Срок годности
Препарат стабилен в течение 5 лет после выпуска при условии его хранения при температуре от 0 до 30 °C в оригинальной и неповреждённой упаковке.